# Kočevarjeva ulica (Maribor)

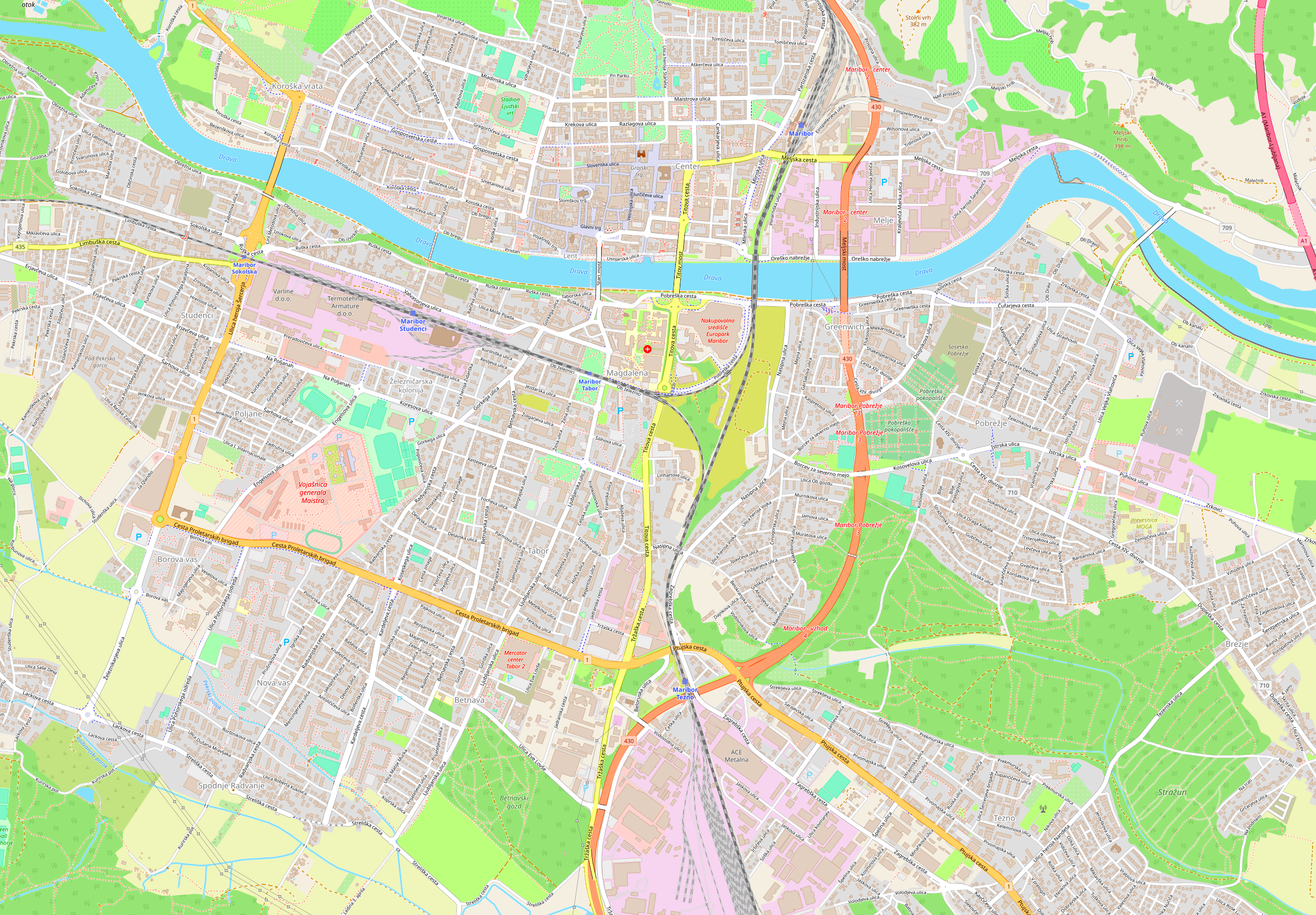

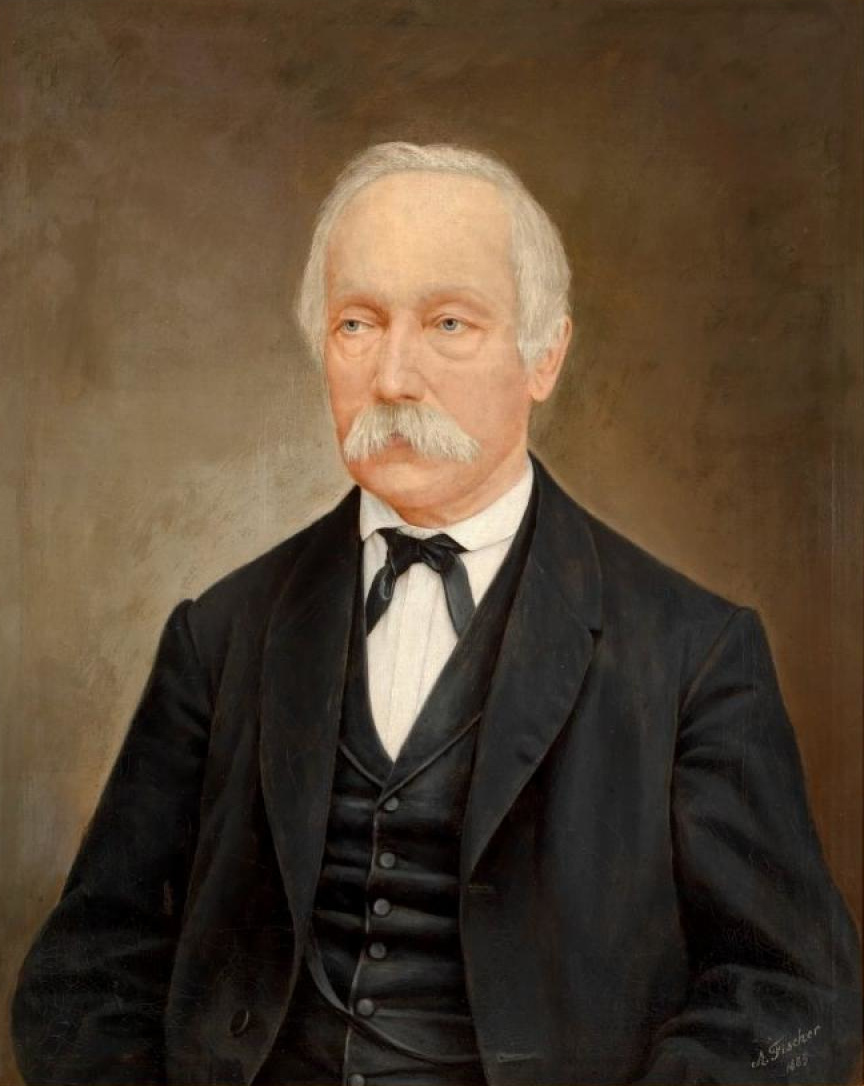
A. Fischer – Štefan Kočevar

Kočevarjeva ulica (Kočevar-Gasse) ist der Name einer Straße im Stadtbezirk Koroška Vrata in Maribor (Slowenien). Sie ist benannt nach dem slowenischen Arzt, Schriftsteller und Politiker Štefan Kočevar (1808–1883).

## Geschichte
Im Jahr 1898 erhielt eine neue Straße in der Kärnter Vorstadt den Namen Duchatsch-Gasse nach dem Marburger Bürgermeister Ferdinand Duchatsch (1835–1887). Diese Straße verlief ursprünglich parallel zur heutigen Kosarjeva ulica bis zur Vrbanska cesta. Sie wurde 1919 nach dem kroatischen Führer der Illyrische Bewegung und Reformer der kroatischen Schrift Ljudevit Gaj (1809–1872) in Gajeva ulica umbenannt. Im Jahr 1938 wurde die Straße aufgrund von Neubauten in zwei Hälften geteilt. Der nördliche Teil bis zur Vrbanska cesta wurde in Bernekerjeva ulica umbenannt, während der südliche Teil von der Gosposvetska cesta bis zur Koroška cesta den Namen Gajeva ulica behielt. Nach der deutschen Besetzung im Jahr 1941 wurde sie wieder in Duchatsch-Gasse umbenannt. Im Mai 1945 erhielt sie ihren slowenischen Namen Gajeva ulica zurück. Im Jahr 1947 wurde sie in Kočevarjeva ulica umbenannt. Aufgrund weiterer Neubauten in den 1960er Jahren entlang der Gosposvetska cesta reicht die heutige Straße nur noch von der Koroška cesta bis zur Smetanova ulica.

## Lage
Die Straße beginnt an der Koroška cesta östlich der Koroška most zwischen Kočevarjeva ulica und Koprivnikova ulica. Sie verläuft ohne abzweigende Straßen nach Norden bis zur Smetanova ulica.